# The Marshal of Mesa City
The Marshal of Mesa City is een Amerikaanse western uit 1939 geregisseerd door David Howard en geschreven door Jack Lait Jr. De film kwam uit op 3 november 1939 en was geproduceerd en gedistribueerd door RKO Radio Pictures.

## Rolverdeling
| Acteur         | Personage                |
| -------------- | ------------------------ |
| George O'Brien | Cliff Mason              |
| Virginia Vale  | Virginia King            |
| Leon Ames      | Sheriff Jud Cronin       |
| Henry Brandon  | Duke Allison             |
| Harry Cording  | Bat Cardigan             |
| Lloyd Ingraham | Burgemeester Sam Bentley |
| Slim Whitaker  | Jake Morris              |
| Joe McGuinn    | Pete Henderson           |
| Mary Gordon    | Mrs. Dudley              |
| Frank Ellis    | Slim                     |